# 圣经辅导
圣经辅导是在1970年由亚当斯（Jay E. Adams）所推出的一种完全基于圣经的辅导方式。有别于心理辅导，此辅导学主张圣经是唯一的辅导根据。只要是熟读圣经的信徒或牧者均可以辅导别人，而不一定需要经过训练的辅导员。此学说同时强调罪才是导致行为问题的根源，而不是心理学所指的各种因素（例如原生家庭伤害、童年创伤等）。
此学说也同时反驳现时流行的心理学。他们以它们过于世俗、不科学、类似哲学、过于抽象及违背圣经教导为理由，主张基督徒应该放弃心理学而改用圣经来辅导。
基督徒反对使用心理学理论为人辅导的主要原因是：心理学的基本前设是无神论、唯物主义、道德相对、甚至敌视基督教，而且各种新纪元技術也都渗透。所以，是不适合基督徒。

## 在西方国家的发展
圣经辅导是由杰伊·亚当斯建立的辅导体系。他於15岁时高中毕业。高中毕业之际，他询问了牧师可以更深地学习圣经的地方。於是牧师介绍了费城的归正圣公会神学院给亚当斯。这间神学院破例录取了15岁的亚当斯就读研究生课程。之后亚当斯也报读了约翰斯·霍普金斯大学的古典语言系，并在1952年毕业时同时获得学士和研究生学位。
1963年，亚当斯成为了信正长老会的牧师，与此同时也在韦斯敏思德神学院教授教牧辅导学。为此他开始涉猎有关心理学辅导的书籍。但是他发现心理学的书籍都是在讲述有关弗洛伊德和卡尔·罗杰斯的理论。他发现自己无法将异教心理学的观点融合进他的基督教教牧辅导中。
1965年时，亚当斯遇到了一名至今有争议的心理学家，他就是奥维尔·霍巴特·莫瑞尔（Orval Hobart Mowrer）。莫瑞尔曾经在1954年担任美国心理学协会主席，莫瑞尔一生也在和他本身的忧郁症和焦虑症搏斗。亚当斯与莫瑞尔一同工作了六个星期的时间。在莫瑞尔的书中，亚当斯发现了一句话是这么写的：
|  | 难道福音派基督徒已经为了“心理学”这一碗红豆汤放弃了长子的名分？ |

莫瑞尔的心理治疗方式，就是让一些受辅者以小组的方式分享自己的故事，在这个过程中他们需要诚实地面对自己的罪过并且悔改。莫瑞尔认为，人的心理问题皆是源于自己真实的道德罪过所导致，尽管他对罪过的理解，不是源自任何信仰，而是以世俗的道德观来看待。莫瑞尔认为，弗洛伊德的精神分析，是错误地将心理问题归咎於外部的环境和人的性欲望上面，也就是错误的罪过上面。莫瑞尔要求他的受辅导者不要躲在“心理学”这个标签的后面，而是应该要勇敢地为自身不当的行为负上责任。亚当斯觉得，这种观点对於一名心理学家是相当不寻常的，但是对被辅导对象却有很大的果效。
经过了那个与莫瑞尔相处的暑假之后，亚当斯恍然大悟，他之所以无法把心理学和圣经融合，是因为这两者本来就不兼容。因此他决心要创立一个以圣经为材料根基的辅导理论。
1968年，亚当斯成立了基督教辅导和教育基金会（CCEF）作为他研究圣经辅导的基地。他也为他的辅导取了一个名字，叫“劝诫式辅导”（Nouthetic counselling）。
1970年时，亚当斯出版了第一本圣经辅导书籍《胜任辅导》（Competent to Counsel）。他证明了早期心理学三大流派（精神分析、行为主义心理学和人本主义心理学）皆与圣经有冲突，基督徒辅导员需要放弃心理辅导法，改为以圣经世界观为根基的圣经辅导。亚当斯的观点认为，人的心理问题和精神疾病，皆是源自於人的罪，而不是源於外部因素如童年创伤等，也不是由生理因素引发，为此他要圣经辅导员劝告受辅导者减少对精神药物的依赖。一切精神和心理问题的解决都必须要从罪的问题和福音着手。
直到1976年，亚当斯在世界各地进行巡回演讲，以便能更好地解释圣经辅导学，也出版了15本书。亚当斯在1978年再出版了《基督徒辅导员实操手册》（The Christian Counselor’s Manual ）一书，进一步给出了圣经辅导的个案例子。在亚当斯的馀生中，他继续写出很多圣经辅导和神学有关的书籍，他一生出版的书籍至少有上百本。
现在，圣经辅导学已经被英美澳纽等国家的保守福音派和基要派教会接受，成为继心理辅导和内在医治之后，基督徒寻求辅导的另一个选项。

## 在华人地区的发展
在华人地区，第一位推广此学说的人是毕业于美国印第安纳州三一神学院主修哲学及护教学的张逸萍博士。她個人表示，心理学自二战后开始进入西方教会，因其不符合圣经的理论，这些年来一直有人高声反对。近四五十年来，心理学进入中国教会后，中国教会却默然接受。她认为这是不明智的做法，因此开设中国第一个批判心理学的网页。同时开设中国第一个圣经辅导网，呼吁信徒改用圣经辅导。此外，部落格“基督教小小羊园地”也呼吁信徒弃用心理学而改用圣经辅导。中国大陆也已有咨询中心使用圣经辅导。近年美国和台湾都有華人在推动圣经辅导。
但心理學是否真的違背聖經，在华人基督教社群里仍具有争议。一般而言，接近基要派或福音派的基督徒，都比较喜欢圣经辅导，多於心理辅导；而那些灵恩派和比较接近自由派的，则仍然主张心理辅导。